# Крапка (діакритичний знак)
Як діакритичний знак, точка (англ. dot) може бути інтерпунктом ( · ), або ж бути над чи під буквою. Цей знак вживається для утворення літер розширеної латинки у центральноєвропейських та в'єтнамській мовах.

## Над літерою
У Юнікоді надрядкова точка має назву combining dot above та має код U+0307.
Крім того, є ряд незалежних символів:
Ȧȧ Ḃḃ Ċċ Ḋḋ Ėė Ḟḟ Ġġ Ḣḣ Ṁṁ Ȯȯ Ṗṗ Ṙṙ Ṡṡẛ Ṩṩ Ṫṫ Ẇẇ Ẋẋ Ẏẏ Żż
- У романізації арабської мови ġ відповідає літері гайн.
- Традиційна ірландська типографія використовує точку, де вона позначає леніцію: ḃ ċ ḋ ḟ ġ ṁ ṗ ṡ ṫ. Інакше леніцію можна зобразити додаванням справа літери h, наприклад: bh ch dh fh gh mh ph sh th. У давньоірландській орфографії точка вживалася лише в літерах ḟ ṡ, а додаткова літера h у диграфах ch ph th; леніція інших літер не позначалася. Згодом обидві позначки поширилися на всі ленітовні приголосні та використовувалися одночасно. Врешті стандартною практикою було визнано вживання крапки при використанні ґельського шрифту та h для шрифту антиква. Тому ċ та ch у сучасній ірландській позначають той самий фонетичний елемент.
- литовська: ė вимовляється як [eː], на відміну від ę, яка відповідає нижчому [ɛː] (що раніше був назалізованим) та e ([ɛ, ɛː]).
- мальтійська: ċ позначає глухий заясенний африкат, ġ — дзвінкий заясенний африкат, ż — дзвінкий ясенний фрикативний.
- Давньоанглійська мова: у модернізованій орфографії ċ позначає глухий заясенний африкат /t͡ʃ/, ġ — твердопіднебінний апроксимант /j/ (у більш ранніх текстах, імовірно, дзвінкий твердопіднебінний фрикативний /ɟ/)
- Польська: ż позначає дзвінкий ретрофлексний фрикативний.
- У чеченській латинці 1992 року було 5 літер із верхньою точкою: ċ [ʦ’], ç̇ [ʧ’], ġ [ʁ], ẋ [ħ], q̇ [q’].
- У турецькій мові точка над малими i та j (та великою İ) вважається не незалежним знаком, а власною частиною літери та зветься тіттл, або надрядкова крапка.

У математиці та фізиці інколи позначає похідну за часом, наприклад, {\displaystyle v={\dot {x}}}, хоча така позначка не є стандартною.

## Під літерою
У Юнікоді підрядкова точка називається combining dot below та має код U+0323.
Крім того, є ряд незалежних символів:
Ạạ Ḅḅ Ḍḍ Ẹẹ Ḥḥ Ịị Ḳḳ Ḷḷ Ḹḹ Ṃṃ Ṇṇ Ọọ Ṛṛ Ṝṝ Ṣṣ Ṭṭ Ụụ Ṿṿ Ẉẉ Ỵỵ Ẓẓ
- В IAST та інших романізаціях індоарійських мов крапка під літерою позначає ретрофлексні приголосні: (в алфавітному порядку відповідних мов): ṭ, ḍ, ṛ, ḷ, ṇ, ṣ, тоді як точка під m (ṃ) позначає анусвару, знак назалізації. Часто в сучасних транслітераціях санскриту крапка використовується замість кільця під голосними r та l.

- У романізаціях семітських мов крапка під приголосною позначає емфатичну приголосну. Приклади:
  - Ḍ
  - Ṣ
  - Ṭ
  - Ẓ

- Західні діалекти астурійської мови вживають літеру Ḷḷ на позначення дзвінкого ретрофлексного проривного. У тій же мові використовується Ḥ, що означає глухий гортанний фрикативний.
- У в'єтнамській тон nặng (нисхідний глоталізований) голосного звука позначається крапкою під літерою: ạ ặ ậ ẹ ệ ị ọ ộ ợ ụ ự ỵ.
- У мові йоруба крапка використовується під o, e та s (ẹ, ọ, ṣ).
- У мові іґбо є літери ị, ọ та ụ. Точка відповідає за редукцію висоти голосного звука.

У писемності деванагарі точка під символом називається нукта.